# Eurycaulis
Eurycaulis is een geslacht met meer dan tachtig soorten orchideeën uit de onderfamilie Epidendroideae. Het geslacht is afgesplitst van Dendrobium.
Het zijn epifytische orchideeën uit de laaglandregenwouden van Zuidoost-Azië en Australazië, met opvallende, cactusachtige stengels en opvallend gekleurde bloemen.

## Naamgeving enetymologie
- Synoniem: Dendrobium Sw. (1799) sect. Platycaulon Schltr. (1905)

De botanische naam Eurycaulis is afgeleid van het Oudgriekse εὐρύς, eurus (breed) en het Latijnse 'caulis' (stengel).

## Kenmerken
Eurycaulis-soorten zijn kleine tot middelgrote epifytische planten met afgeplatte, spoelvormige, vlezige, cactusachtige stengels, met enkele, vooral aan bovenste helft van de stengel voorkomende, dunne en in de lengte gevouwen, lancetvormige tot ovale bladeren en een korte zijstandige, afhangende bloemtros met één tot een tiental bloemen.
De bloemen zijn opvallend gekleurd, alhoewel ze dikwijls niet volledig open komen. De kelk- en kroonbladen zijn gespreid. De bloemlip is eenlobbig, gespreid, met een gesplitste top, soms een klein callus aan de basis en een opvallend mentum, gevormd door het vergroeien van de lip met de voet van het gynostemium.
De soorten waarvan de bloemen niet volledig opengaan zijn meestal cleistogaam (zelfbevruchtend).

## Habitaten verspreidingsgebied
Eurycaulis-soorten komen voor op bomen in dichte, mistige laagland- en montane regenwouden in Myanmar, Thailand, Sumatra, Java, Borneo, de Filipijnen, Maleisië, de Molukken, Nieuw-Guinea en de Salomonseilanden.

## Taxonomie
Eurycaulis is in 2002 door Clements en Jones van Dendrobium afgescheiden, met soorten van voornamelijk de sectie Platycaulon.
Het geslacht telt ongeveer 85 soorten, in twee ondergeslachten: Eurycaulis en Calcariferus. De typesoort is Eurycaulis lamellatus.